# Composia fidelissima
Composia fidelissima là một loài bướm đêm thuộc phân họ Arctiinae, họ Erebidae.